# パラントロプス
パラントロプス (Paranthropus) は、東アフリカと南アフリカに生息していた化石人類の属である。パラントロプスとは、「人のそばに」という意味。
同時代の初期ホモ属や、やや古い後期アウストラロピテクスとは頑丈型として区別されるグループで、発達した顎と側頭筋を持ち、堅い食物を摂取する方向に進化したと思われる。

## 年代
120〜200万年前にかけて生息した。
初期のホモ属と同時期に生息していたが、100万年ほど前に絶滅したと考えられている。絶滅原因は肉食獣のせいだとする説など様々あるがいまだ不明。複雑な道具を生み出せなかったという説が有力である

## 特徴
体長は1.3から1.4mで、華奢型アウストラロピテクスよりひと回り大きい。脳もいくらか大きめである。
形態的には、アウストラロピテクスよりヒト的な特徴は減少しており、堅い食物を咀嚼するため、高く厚い下顎と太い側頭筋、それを通すために張り出した頬骨弓および大型の臼歯など頑丈な咀嚼器を有している。硬い植物性の食物、根などを常食としていたと考えられる。

## 分類
かつてP.ボイセイとP.ロブストスのみが発見されていたころ、パラントロプスはアウストラロピテクスの系統の中で徐々に頑丈化した一つの分枝にすぎず、アウストラロピテクス属に含めるべきだとする説が現れた。
しかし、パラントロプス最古かつ非常に頑丈なP.エチオピクスが発見されると、パラントロプスは始めから頑丈型として登場したということが明らかになり、従来の系統仮説は疑問視され（ただし祖先がA・アファレンシスなど初期アウストラロピテクスである可能性は高い）、パラントロプスを独立した属とする説がふたたび主流となった。

## 種
- パラントロプス・ボイセイ Paranthropus boisei
- パラントロプス・ロブストス Paranthropus robstus
- パラントロプス・エチオピクス Paranthropus aethiopicus